# 條帶蝴蝶魚
條帶蝴蝶魚（学名：Chaetodon striatus），為輻鰭魚綱鱸形目蝴蝶魚科的其中一種，俗称美国四间蝶。其种加词“striatus”意为“有条纹的”，该物种通过自身的垂直条纹来干扰捕食者对于自身轮廓的判断，这也是蝴蝶鱼科的鱼类常用的自保策略之一。

## 分布
本魚分布於西大西洋區，包括美國南部各州、墨西哥、加勒比海各島嶼、委內瑞拉、巴西、巴拿馬、哥斯大黎加、貝里斯、瓜地馬拉、尼加拉瓜、蓋亞那等海域，栖息水深5至20公尺，它是一种生活于岩礁斜坡地区和珊瑚礁中的鱼类，也在河流入海口和泻湖中发现。

## 特徵
本魚體呈方圓形，吻短。頭部有一細黑色條紋通過眼睛，體側上具有三條粗黑條紋另外還有數十條淡色細橫紋。尾鰭、背鰭及臀鰭的顏色依序為淺藍色、黑色及白色。背鰭硬棘12枚，背鰭軟條19至21枚；臀鰭硬棘3枚、臀鰭軟條16至17枚。體長可達15公分，幼鱼背鳍上有明显眼斑，长大后消失，受到惊吓时体色会发生改变。

## 生態
本魚棲息於珊瑚礁。單獨地或成對地出現，肉食性，以多毛類、珊瑚蟲、甲殼類與軟體動物的卵為食，也会取食大型鱼类体表的寄生虫。
属昼行性鱼类，白天较为活跃，而夜间活动较少。
这个物种的交配是一夫一妻制的，求偶过程可能会很长，其中一对个体会先相互盘旋，直到其中一方脱离并开始相互追逐。
黄昏产卵，对于一些个体而言，可以全年进行，而对于生活在热带水域的个体，产卵通常从冬季和早春开始，对于生活在温带地区的个体，产卵则在盛夏进行。

## 經濟利用
色彩艷麗的觀賞魚，不适合和珊瑚等动物混养，几乎不供食用。